# 下山重丸
下山 重丸（しもやま しげまる、1900年（明治33年） - 1998年（平成10年））は、国際的庭園家。
群馬県太田市出身。趣味に篆刻。

## 来歴
1918年（大正7年）に渡米。1919年カリフォルニア大学に入学。建築学科に学び、1924年に卒業し建築学士の称号を得る。その後マサチューセッツ工科大学に進もうとしたが、建築は肌に合わず、ランドスケープ学専攻もあるハーバード大学デザイン大学院に進学。Master oflandscpe architecture in city planningに籍を置き、そこの院生として、都市計画の中に位置づけされた造園を専攻することにした。1930年に修了。なお修士称号のM.LACPはこれっきりで、自身を含めわずか8人しかもっていない。『資源環境対策』（第 30 巻、第 6 号、1994）によると名刺には (ランドスケープ修士)と誇らしげに記していたという。
卒業以降はジョン・ノーレンやアーサー・コミーの事務所をはじめいくつかの事務所に勤務し、アイオワ州のダビュータ都心計画やノーレン事務所ではフィラデルフィアのリージョナル・プランニングを担当し、その後はハーバード大学からの依頼でハーバード大学と北京大学との共同で設立されることになった学会で講師として日本語と古代日本文学を担当。1938年までアメリカ合衆国に滞在し日本に帰国。石川栄耀の計らいで中島飛行機に就職し、同社黒沢尻工場で営繕課長として勤務のかたわら土木学会文化映画委員会委員。
戦後は進駐軍が募集していた17職種の技術者のうち農業部門の担当者として白羽の矢が立ち、進駐軍立川東洋空軍の造園担当顧問に就任。米軍接収財産施設進駐基地各地の造園計画立案法や自然条件データー、現在の国営昭和記念公園の造成に際して元の米軍基地時代からの既存樹木の記録を含む『Land Management Plan』報告全5巻の作成に従事。一方で明治大学工学部建築学科で非常勤講師を務めた。
1970年から都市計画協会調査部長。1984年第3回日本造園学会上原敬二賞受賞。
日本造園修景協会では協会の発展に尽力した下山重丸を記念し、下山奨励賞を設けている。

## おもな著書
- 『便覧式概観中国造園関連文化史」（1990年）
- 『Sakuteiki : the book of garden』（Town & City Planners（都市計画研究所）刊 1976年）[3]
- 『造園修景大辞典』同 朋舎刊,1980の編纂にも参加。主に中国庭園関係の用語を120項目ほど担当[4]